# George Saliba
George Saliba (1939) è un arabista e islamista libanese naturalizzato statunitense.

## Biografia
Nativo di Schrīn (in inglese: Chrine), nell'odierno governatorato di Lebanonberg, in Libano, George Saliba studiò presso l'Università americana di Beirut, conseguendo il Bachelor of Science in Matematica nel 1963 e il Master of Arts nel 1965. 
Dal 1979 lavora presso il Dipartimento di Studi mediorientali, sud-asiatici e africani della Columbia University di New York, dove è stato professore di Studi arabi e islamici.
I suoi interessi di ricerca si sono concentrati sulla trasmissione delle idee matematiche e astronomiche dal mondo islamico all'Europa del XV e XVI secolo. In particolare, si è occupato del recepimento della scienza e dell'astronomia greca nella scienza araba.

## Premi e riconoscimenti
- 1993: Premio per la storia della scienza (History of Science Prize) della Third World Academy of Science;[1]
- 1996: Premio per la storia dell'astronomia (History of Astronomy Prize) della Kuwait Foundation for the Advancement of Science.[1]

Inoltre, è stato nominato Distinguished Senior Scholar presso la Library of Congress (nell'anno 2005-2006) e Distinguished Senior Scholar del Carnegie Scholars Program (nell'anno accademico 2009-2010).

## Opere
- Islamic Science and the Making of the European Renaissance. MIT Press 2007, ISBN 0-262-19557-7 (hardcover, and in paperback as of 2011). – Übersetzungen ins Türkische, Arabische und Bahasa
- A History of Arabic Astronomy: Planetary Theories During the Golden Age of Islam. New York, University Press 1994, ISBN 0-8147-7962-X (hardcover), (reissue edition 1995), ISBN 0-8147-8023-7 (in brossura)
- mit Linda Komaroff, Catherine Hess: The Arts of Fire. Islamic Influences on Glass and Ceramics of the Italian Renaissance. Getty Trust Publications, J. Paul Getty Museum 2004, ISBN 0-89236-757-1 (copertina rigida)
- The Crisis of the Abbasid Caliphate (Tabari, Ta'rikh Al-Rusul Wa'l-Muluk; annotated translation). State University of New York Press, 1985, ISBN 0-87395-883-7 (Hardcover), ISBN 0-7914-0627-X (in brossura)
- The Astronomical Work of Mu’ayyad al-Din al-’Urdi (died 1266): A Thirteenth Century Reform of Ptolemaic Astronomy. Markaz dirasat al-Wahda al-'Arabiya, Beirut, 1990, 1995
- mit Sharon Gibbs: Planispheric astrolabes from the National Museum of American History. Smithsonian Institution Press 1984, ISBN 0-608-11955-5 (in brossura)
- The Ash'arites and the Science of the Stars in Richard G. Hovannisian and George Sabagh (eds.), Religion and Culture in Medieval Islam (Cambridge: Cambridge University Press, 1999), 79–92.
- The Pebble That Became A Fist-Full Rock: On the Continued Importance of Edward Said's Orientalism. (versione online)
- Ibn Sīnā und Abū ʿUbayd al-Jūzjānī: The Problem of the Ptolemaic Equant. In: Journal for the History of Arabic Science. Band 4, 1980, S. 376–403.